# Geheime Feldpolizei
Cet article possède un paronyme, voir Geheime Staatspolizei.
Pour les articles homonymes, voir GFP (homonymie).
La Geheime Feldpolizei (GFP) était, pendant la Seconde Guerre mondiale, la police secrète de la Wermarcht, comparable à la sûreté militaire dans d'autres armées, comme celle de la France. Elle était chargée d'assurer la sécurité interne des forces armées, tant sur le territoire du Reich que dans les zones occupées. Elle opérait en complément de la Feldgendarmerie (prévôté) et en liaison étroite avec l'Abwehr, le service de renseignement militaire.
Jusqu’en 1942, la GFP, structurée en « groupes » (Gruppen) de 50 à 100 hommes, relevait directement du commandement militaire (Oberkommando der Wehrmacht). Elle agissait dans un cadre strictement militaire, en assurant des missions de contre-espionnage, de contrôle des troupes, et de surveillance des civils dans les zones sous autorité militaire.
À partir de 1942, ses groupes déployés dans les territoires occupés, notamment en France et en Belgique, passent progressivement sous le contrôle du RSHA (Reichssicherheitshauptamt), le puissant organe de sécurité du parti nazi dirigé par Reinhard Heydrich. Leurs agents deviennent alors, de facto ou de jure, des membres de la SS, et collaborent étroitement avec la Gestapo et le Sicherheitsdienst (SD).
Cette évolution marque une radicalisation de leurs méthodes : la GFP devient l’un des rouages de la répression nazie, surnommée « la Gestapo de la Wehrmacht ». Elle se rend coupable de crimes de guerre à grande échelle et de crimes contre l’humanité, en particulier dans la traque des résistants, des déserteurs et des civils jugés hostiles. Ces actions furent reconnues et condamnées par le Tribunal militaire international de Nuremberg après la guerre.

## Origines
Des structures proches de la GFP apparaissent déjà avant la Seconde Guerre mondiale. Un organisme analogue est expérimenté par l’Allemagne nazie durant la guerre d’Espagne (1936–1939), sous l’appellation « S/88/Ic », un service de renseignement militaire attaché à la Légion Condor.
Avant la guerre, lors de l’Anschluss (annexion de l’Autriche en 1938) et de la crise des Sudètes, la sûreté militaire allemande est temporairement assurée par un service nommé « H.Dv.g.150 », bien que peu documenté.
La Geheime Feldpolizei (GFP), littéralement « police secrète de campagne », c’est-à-dire la police secrète dans les zones d’opérations militaires, est officiellement créée en 1939, à la veille de la Seconde Guerre mondiale, mais elle hérite en réalité d’une tradition plus ancienne :
- Elle remonte à une création prussienne du milieu du XIXe siècle, juste avant la guerre austro-prussienne de 1866.
- Elle est réactivée en 1914 pendant la Première Guerre mondiale, puis dissoute en 1918.
- Elle renaît avec la Wehrmacht en 1939, comme police militaire et de sécurité interne, agissant en parallèle avec la Gestapo et le SD.

Les agents de la GFP étaient parfois reconnaissables au sigle « GFP » apposé sur leurs épaulettes ou leurs papiers militaires, bien qu’ils opéraient souvent en civil ou en uniforme sans insigne distinctif, leur rôle impliquant un certain degré de clandestinité.

## Caractéristiques

### Rôle
La Geheime Feldpolizei avait pour missions principale:
- D'arrêter toute personne menaçant l'action de la Wehrmacht : agents de renseignement ennemis, saboteurs, résistants, propagandistes, etc., notamment dans les zones d'opérations militaires.
- De mener des enquêtes de contre-espionnage et de centraliser les renseignements issus d’interrogatoires, d’arrestations et d’observations sur le terrain.
- D’assurer la sécurité de l’armée allemande dans les territoires occupés, en identifiant les menaces internes ou externes et en recommandant des mesures défensives adaptées.
- De réprimer toute forme d’opposition ou de propagande hostile dans les zones occupées, y compris au sein des populations civiles.
- De surveiller la population, évaluer son comportement et son état d’esprit à l’égard des forces d’occupation, et détecter toute forme d'organisation clandestine.
- D’exploiter les sources humaines, notamment en recrutant des informateurs ou collaborateurs locaux.
- D’assurer la discipline interne au sein de la Wehrmacht, y compris en enquêtant sur les comportements jugés déviants ou compromettants pour l’image de l’armée du Reich (ex. : homosexualité, trafic illicite).

En résumé, le rôle de la GFP dépassait largement le cadre classique de la police militaire. Son objectif était de protéger la Wehrmacht par tous les moyens, y compris par la torture, les arrestations arbitraires et la collaboration avec des groupes locaux. Elle agissait dans un cadre très large, interprétant la notion de « sécurité militaire » de manière expansive, ce qui lui permettait d’intervenir sur tout ce qui était considéré comme une menace, réelle ou supposée, pour l’armée allemande.
Après la guerre, bien que ses méthodes aient souvent été aussi brutales que celles de la Gestapo, la majorité de ses membres échappèrent à toute condamnation, à l’exception de quelques procès isolés.

### Composition
La taille des groupes de la GFP varie en fonction de la zone d'opérations. Ces groupes sont entièrement motorisés, mais leur armement est limité aux armes d'infanterie légère.
En 1939-1940 (Pays-Bas, Belgique, France), les groupes sont de 50 hommes :
- un chef de groupe ;
- 32 policiers de terrain[pas clair] ;
- 17 personnes chargées de l'intendance et du soutien (chauffeurs, secrétaires, personnel de sécurité, etc.).

En URSS à partir de 1941, leur effectif est de 95 hommes :
- un chef de groupe ;
- 54 policiers de terrain ;
- 40 personnes chargées de l'intendance et du soutien.

### Recrutement
Les cadres sont des policiers de métier, membres de la Kripo ou de la Gestapo, mobilisés dans la Wehrmacht.
Également mobilisés, les agents allemands de base sont choisis pour leur connaissance du pays et de la langue.
Enfin, la GFP recrute sur place des agents qui pénètrent les mouvements de résistance.

### Réorganisation de la Geheime Feldpolizei en France et en Belgique (1942)
En 1942, la Geheime Feldpolizei subit une profonde réorganisation dans les territoires occupés d’Europe de l’Ouest, notamment en France et en Belgique. Cette réorientation marque un tournant vers une militarisation encore plus idéologique et une intégration accrue dans l’appareil répressif nazi.

#### En France
À partir de mai 1942, la structure de sécurité allemande en zone occupée est renforcée avec la nomination à Paris de Carl Oberg comme Höherer SS- und Polizeiführer (HSSPF). Ce dernier, représentant direct de Himmler, place progressivement tous les services de sécurité sous le contrôle du Reichssicherheitshauptamt, dirigé par Reinhard Heydrich.
Les 23 groupes de GFP déployés en France sont alors intégrés, pour la plupart, dans les structures régionales du Sipo-SD (Gestapo + Sicherheitsdienst), appelées KdS (Kommandeur der Sicherheitspolizei und des SD). Les agents GFP reçoivent des grades SS et leurs unités sont fondues dans l’appareil de répression SS. Certains officiers prennent même le commandement local des antennes Sipo-SD, comme à Dijon.
Les groupes non intégrés sont dissous, à l’exception de ceux affectés directement à des unités militaires sur le terrain. Cette absorption vise à centraliser la répression, notamment contre la Résistance, les réseaux alliés, et les civils hostiles à l’occupation.
Un exemple notoire de brutalité est le groupe GFP 6/10, dont certains éléments composent le Kommando für Kapitalverbrechen à Paris, chargé d’exécutions au stand de tir de Balard.

#### En Belgique
En Belgique, également occupée militairement depuis 1940, la réorganisation suit une logique similaire mais moins radicale. Les groupes GFP restent en grande partie sous commandement militaire, mais passent fonctionnellement sous la coupe du RSHA via la Sipo-SD.
Contrairement à la France :
- Il n’y a pas de dissolution massive des groupes GFP.
- Les agents sont parfois intégrés aux structures SS locales, mais sans que la GFP perde entièrement son identité militaire.
- Aucune prise de commandement connue par des officiers GFP sur des unités Sipo-SD en Belgique.

Les groupes GFP belges conservent donc une double nature : officiellement organe militaire, mais agissant en collaboration étroite avec la Gestapo et le SD, notamment à Bruxelles, Anvers, Liège, et autour des grandes infrastructures stratégiques.
Enfin, les départements du Nord et du Pas-de-Calais, bien que français, sont administrés depuis Bruxelles dès 1940. Les GFP qui y opèrent (Lille, Calais, Arras...) suivent donc le modèle belge, non celui de la zone occupée française, ce qui explique leur non-intégration au Sipo-SD.

## Actions de la GFP

### Contre les Allemands
La GFP effectuait également la recherche des déserteurs de la Wehrmacht. Au printemps 1944, elle retrouve 3 142 militaires.
La GFP fait également régner la terreur sur les soldats de la Wehrmacht, aussi bien dans les territoires occupés que dans le Reich, sur les membres de la Gestapo et sur les habitants allemands.[pas clair]

### En France et en Belgique

#### Organisation de la GFP des zones d'occupation de France et de Belgique
En France et Belgique la GFP était le bras exécuteur de l'administration militaire dans la lutte contre la Résistance, l'espionnage allié et en effectuant une terreur sélective contre la population civile avec arrestations, déportations et exécutions des otages.
La torture et le meurtre étant monnaie courante comme en France au stand de tir de Balard.
Le chef de la GFP pour la France, Philip Greiner, à Paris, porte le titre de Leitender Feldpolizeidirektor auprès du gouverneur militaire en France. Il est installé à l'hôtel Lutetia, PC de l'Abwehr (renseignement et contre-espionnage) en zone occupée, ce qui facilite les liaisons. Plusieurs groupes sont installés dans la capitale. On peut citer ceux de l'hôtel Terrasse, avenue de la Grande-Armée, celui de l'hôtel Cayré, boulevard Raspail, etc.
Entre 1940 et 1942, la GFP est organisée au sein des trois circonscriptions militaires (Militärverwaltungsbezirk) de la zone occupée. Circonscription A (Saint-Germain), Circonscription B à Dijon, siège d'un poste Abwehr dont la compétence s'étend jusqu'en Suisse et en Belgique, et Circonscription C de Bordeaux-Angers.
Pour le Nord de la France (départements du Nord et du Pas-de-Calais), la GFP siège à Bruxelles, rue Traversière dans la commune de Saint-Josse-ten-Noode, et relève du général Alexander von Falkenhausen, gouverneur militaire (militär befehlshaber) de la Belgique et des départements du Nord et du Pas-de-Calais qui y sont annexés, à la tête de l'administration militaire de la Belgique et du Nord de la France (en allemand : Militärverwaltung in Belgien und Nordfrankreich).

#### Rôle de la police française
Les conventions internationales disposent que l'ordre doit être assuré par la police du pays occupé et non par celle de la puissance occupante. Dans tous les pays envahis par la Wehrmacht, cette mesure censée atténuer les rigueurs d'une occupation militaire va, au contraire, aggraver la dureté et l'efficacité de la répression, d'autant que, pour des raisons politiques ou par intérêt personnel, de nombreux fonctionnaires collaborent activement. Or, ils ont une profonde connaissance de la population qui, sans eux, aurait fait défaut aux polices allemandes.
Les Brigades spéciales de la préfecture se trouvent soumises à la GFP (allemande).
Les interventions routinières de police, telles que la recherche de renseignements, les perquisitions, les filatures, les premiers interrogatoires et les tortures étaient assurées par la BS2 (Brigade Spéciale N°2) de la préfecture.

#### En Belgique
Au début de l'Occupation, il est convenu que la justice allemande prend à son compte tous les délits qui visent le pouvoir occupant, et que la justice belge s'occupe du reste. Lorsque les actes de violence perpétrés par la Résistance contre des collaborateurs se multiplient, cette répartition des tâches s'avère trop imprécise. Le pouvoir occupant exige que la police belge recherche les résistants qui s'en prennent aux collaborateurs. Les magistrats craignent, ce faisant, de devenir un instrument de répression d'une autorité militaire étrangère. Comme le pouvoir occupant n'entend pas céder, certains magistrats et policiers sabotent les enquêtes afin que les auteurs ne soient jamais retrouvés. C'est ainsi que le pouvoir judiciaire réussit à imposer sa volonté sans empirer le conflit.
Dès les premières heures de l'occupation, différents services allemands, tels les Kommandanturen ou la Feldgendarmerie, souhaitent s'appuyer sur l'administration belge pour procéder à des arrestations. Le commissaire en chef de la police de Bruxelles a toujours refusé d'obtempérer à de telles demandes et, demande ses instructions au procureur du Roi Van Beirs, face aux demandes pressantes des Allemands. En juillet 1941, Lucien Van Beirs lui répond courageusement que selon lui, il n'appartient pas à la police belge de procéder à des arrestations pour le compte de l'occupant qui, au sens de la loi belge, ne constitue pas une autorité légitime pouvant valablement ordonner de telles arrestations. Il précise enfin que tout fonctionnaire qui, sans contrainte physique ou morale, satisferait de telles demandes, se rendrait coupable d'arrestation arbitraire. (Cette notion de l'autorité non légitime a déjà été invoquée par le cardinal Mercier contre l'occupant allemand en 1914 - 1918). Il écrira même : « Il va de soi qu'un magistrat belge ne peut en aucun cas collaborer à l'application de lois étrangères, inspirées par les intérêts militaires de l'occupant, qui risque d'entraîner l'exécution d'un Belge ». Par la suite, il est déporté par les Nazis au camp de concentration de Buchenwald. Il est libéré par les Américains le 11 avril 1945.

### Dans l'Est et les Balkans
Dans l'Est et dans les Balkans, la GFP établit la terreur contre les partisans, les juifs et les personnes déclarées ennemies d'État.
Dans l'Est, la GFP a fusillé au moins 21 000 personnes.

## Condamnations

### Au tribunal de Nuremberg
Ses « crimes de guerre à grande échelle » et crimes contre l'humanité, notamment lors de la guerre d'anéantissement sur le front de l'Est ont été condamnés[Quand ?] par le tribunal de Nuremberg.

### En Belgique (1950-1951)
Au regard du nombre de membre de la Gestapo condamnés après-guerre, les agents de la Geheime Feldpolizei s’en sortent largement indemnes. Un seul procès d’envergure a lieu : celui du groupe 530 de Bruxelles.
Le 14 août 1950, après quatre ans d'instruction et 42 audiences, le Conseil de guerre de Bruxelles condamne treize agents du groupe 530 à des peines allant de cinq ans d’emprisonnement aux travaux forcés à perpétuité; Neuf autres accusés sont condamnés à des peines comprises entre dix ans d’emprisonnement à vingt ans de travaux forcés.
Tous font appel devant la Cour militaire de Bruxelles, qui, par son verdict du 15 février 1951, acquitte deux agents et réduit les peines de sept autres (réduction de un à dix ans d’emprisonnement). Incarcérés depuis 1945, la plupart des bénéficiaires de ce verdict sont libérés et rentrent en Allemagne.
Ailleurs en Belgique, seules quelques condamnations isolées ont lieu (une ou deux à Liège, Gand, Charleroi), uniquement dans des cas de violences extrêmes étayées par des preuves solides.
En 1952, seulement onze Allemands se trouvent encore dans les prisons belges.

## Membres notables
- Ernst Rassow (de) (Saint-Germain-en-Laye) qui dirige la GFP pour le Militarverwaltungsbezirk A
- Tesenfitz (Angers-Bordeaux) qui dirige la GFP pour le Militarverwaltungsbezirk B
- Hermann Herold (Dijon) qui dirige la GFP pour le Militarverwaltungsbezirk C
- Hugo Bleicher (Cherbourg) qui détruit le réseau F2 Interallié
- Heinz Seyfriz (Paris) qui détruit le mouvement La Vérité française
- Hans Schmitz (Paris) qui détruit les mouvements Combat Zone nord et Défense de la France.
- Walter Kley qui sera acquitté après la guerre
- Aloïs Schwan qui sera tué en Silésie
- Paul Boehm et Denise Boehm (Dijon) infiltrés dans le mouvement Combat
- Jacques Desoubrie (Paris) infiltré dans les mouvements La Vérité française, Combat Zone nord, la Ligne Dédée, réseaux Picourt et Hunter, etc.
- Jean-Paul Lien (Dijon) infiltré dans le réseau Alliance
- Adam Guttman, un des commandants du groupe GFP 3 Lille
- Proper Dezitter, ayant créer sa fausse filière d'évasion à Bruxelles et ayant infiltré plusieurs groupes de résistance

## Liste des groupes de la GFP
Source,.

### Groupe 1
Le Gruppe Geheime Feldpolizei 1 est formé le 26 août 1939 dans le Wehrkreis II, à Rostock et affecté à la protection des frontières, section Kommando 1 à Neustettin. Affecté tour à tour aux groupes d'armées A B puis C, il est, le 22 juin 1940 en poste à Lodz en Pologne.
Il est envoyé en France à Dijon et Saint-Germain-en-Laye de l'été 1940 au printemps 1941.
Le 25 avril 1941, il est envoyé avec la 207. Sicherungs-Division en Poméranie.
On retrouve la GFP.1 à Konotop, en Ukraine, le 26 juillet 1942 puis à Trieste, en Italie, en 1944/1945.

### Groupe 2
Le Gruppe Geheime Feldpolizei 2 est formé le 26 août 1939 dans le Wehrkreis II, à Stralsund et affecté à la protection des frontières, section Kommando 2 à Deutsch-Krone du 26 octobre 1939 au 3 avril 1940 et affecté au groupe d'armées A.
Le 18 juin 1940, il est envoyé en France et mis à la disposition du délégué du Militärbefehlshaber in Frankreich pour Rennes. Ce groupe aurait sévi dans la région jusqu'en 1944, après avoir été versé dans le SD en 1942.

### Groupe 3
Le Gruppe Geheime Feldpolizei 3 est formé le 25 août 1939 dans le Wehrkreis VIII, à Leobschütz et affecté à la protection des frontières, section Kommando 3 à Opole et affecté au groupe d'armée B le 26 octobre 1939.
Le 27 juin 1940, il est envoyé en France et mis à la disposition du délégué du Militärbefehlshaber in Belgien/Nordfrankreich pour Lille. Son siège est situé 20, rue de Tenremonde dans le centre-ville. Le groupe 3 aura, outre Lille, des antennes locales à Valenciennes et Malo-les-Bains (banlieue de Dunkerque dans le département du Nord).
On le retrouve en 1944 aux Pays-Bas puis en 1945 à Zwolle.

### Groupe 7
Le Gruppe Geheime Feldpolizei 7 est formé le 23 août 1939 dans le Wehrkreis V, à Donaueschingen et affecté à la protection des frontières, section Kommando du Haut-Rhin.
Affecté à la 7 armée, il est envoyé en France et mis à la disposition du délégué du Militärbefehlshaber in Frankreich pour Dijon.
Après avoir été versé dans le SD en 1942 et avoir sévit dans la région, on retrouve ce groupe dans la poche de Lorient en 1945.

### Gruppe Geheime Feldpolizei 8
Le Gruppe Geheime Feldpolizei 8 est formé le 26 août 1939 dans le Wehrkreis VI, à Soest et affecté à la protection des frontières, section Kommando de l'Eifel.
Le 13 décembre 1940, il est envoyé en France et mis à la disposition du délégué du Militärbefehlshaber in Belgien/Nordfrankreich pour Bruges en Belgique.
On le retrouve à la fin de 1944, rattaché au groupe d'armées B dans le Bas-Rhin puis en 1945 à Copenhague au Danemark.

### Gruppe Geheime Feldpolizei 9
Le Gruppe Geheime Feldpolizei 9 est formé le 26 août 1939 dans le Wehrkreis VI, et affecté à la protection des frontières, section Kommando section Kommando 9 à Aix-la-Chapelle.
Utilisé sur le front Ouest, il est en 1941 à Schéveningue aux Pays-Bas. Mais sa présence est aussi signalé sur les côtes de Belgique et à Calais (Pas-de-Calais).
On le retrouve en 1944-1945 à Zagreb en Croatie.

### Gruppe Geheime Feldpolizei 11
Le Gruppe Geheime Feldpolizei 11 est formé probablement en 1939 et affecté à la protection des frontières du Sarre-Palatinat.
En 1940, il est France, à Paris et lors de la réorganisation de 1942, il est intégré au Sipo-SD.

### Gruppe Geheime Feldpolizei 13
Le Gruppe Geheime Feldpolizei 13 est formé le 26 septembre 1939, dans le Wehrkreis VIII, à Glogau et affecté à la protection des frontières, section Kommando 13 à Glogau.
Il est utilisé en Pologne et sur le front de l'Ouest.
En 1944, rattaché à la 17e armée, on le trouve dans le Sud de la Pologne puis en 1945 en Haute Silésie

### Gruppe Geheime Feldpolizei 20
Le Gruppe Geheime Feldpolizei 20 est formé le 26 août 1939, dans le Wehrkreis XVIII, et affecté à la protection des frontières, section Kommando 20 à Klagenfurt en Autriche.
On le trouve en 1945 à Vienne en Autriche

### Gruppe Geheime Feldpolizei 30
Le Gruppe Geheime Feldpolizei 30 est formé le 26 août 1939, dans le Wehrkreis XVII, et affecté à la protection des frontières, section Kommando Vienne en Autriche.
Il est affecté en Pologne puis il est envoyé en France et mis à la disposition du délégué du Militärbefehlshaber in Frankreich pour Nancy et mis en poste à Châlons-sur-Marne. Lors de la réorganisation de 1942, il est intégré au Sipo-SD.

### Gruppe Geheime Feldpolizei 131
Le Gruppe Geheime Feldpolizei 131 est formé le 26 août 1939 en province de Prusse-Orientale et affecté à la protection de la forteresse Königsberg.
En 1941, il est affecté à la 15e armée, en poste à Dinard en France.
On le retrouve en 1945, en Hollande, affecté à l'AOK 15.

### Gruppe Geheime Feldpolizei 161
Le Gruppe Geheime Feldpolizei 161 est formé le 26 août 1939 en province de Prusse-Orientale.
Positionné à Greifswald de 1939 à 1941 il est utilisé comme troupe de réserve (ersatztruppe) de la police secrète de terrain.
De 1941 à 1944, il est affecté à la 7e armée, en poste en France.

### Gruppe Geheime Feldpolizei 171
Le Gruppe Geheime Feldpolizei 171 est formé le 26 août 1939 en province de Prusse-Orientale et affecté à la protection des frontières, section Kommando section Kommando 171.
En 1941 il est envoyé à Copenhague au Danemark puis de 1941 à 1944, affecté au groupe d'armées F, il est en mission en Roumanie.

### Gruppe Geheime Feldpolizei 312
Le Gruppe Geheime Feldpolizei 312 est formé le 26 août 1939 à Küstrin et affecté à la protection des frontières, section Kommando section Kommando 12.
En 1941 il est envoyé en France à Caen et Le Havre.
De fin 1942 à 1943, il part sur le front de l'Est et est affecté au groupe d'armées A.
En 1944, il affecté à la 17e armée en Hongrie.

### Gruppe Geheime Feldpolizei 501
Le Gruppe Geheime Feldpolizei 501 est formé le 16 août 1939, dans le Wehrkreis I, et affecté à la protection des frontières en province de Prusse-Orientale.
En 1939 attaché à la 3e armée il est en Pologne, puis le 22 octobre suivant il est rattaché à 16e armée dans l'Ouest avec laquelle il reste affecté à Tourcoing (Nord) jusqu'au début 1941.
De mi-1941 à 1944, il part sur le front de l'Est, toujours affecté à la 16e armée, dans le Nord de la Russie puis en Courlande en 1945.

### Gruppe Geheime Feldpolizei 510
Le Gruppe Geheime Feldpolizei 510 est formé le 16 août 1939, dans le Wehrkreis XVII.
En 1939 attaché à la 14e armée il est en Pologne, puis rattaché à 12e armée dans l'Ouest.
En 1941 il part dans les Balkans, toujours affecté à la 16e armée, puis en 1945 rattaché au groupe d'armées F il est en Hongrie.

### Gruppe Geheime Feldpolizei 520
Le Gruppe Geheime Feldpolizei 520 est formé le 2 août 1939, dans le Wehrkreis VII.
En 1939 attaché au groupe d'armées Sud lors de la campagne de Pologne il est rattaché au 18e corps d'armée dans l'Ouest.
En 1941, toujours affecté au 18e corps d'armée, il est envoyé en Russie puis en Courlande en 1945.

### Gruppe Geheime Feldpolizei 530
Le groupe 530 de la Geheime Feldpolizei, formé en août 1939, est l’un des premiers détachements de la GFP déployés en Europe de l’Ouest. Basé à Bruxelles, il s’installe définitivement rue Traversière à Saint-Josse, dans un immeuble tristement célèbre pour les sévices qui y sont infligés. Chargé de la lutte contre la Résistance, le groupe agit en lien étroit avec l’Abwehr et la Sipo-SD. Il pratique la torture dite « renforcée », les rafles ciblées, et le démantèlement de réseaux clandestins. Tous ses membres sont d’anciens policiers allemands, principalement issus de la Kriminalpolizei.
À la Libération, une instruction judiciaire est ouverte. En 1950, treize de ses agents sont condamnés à Bruxelles, puis plusieurs peines sont allégées en appel. La majorité est libérée en 1951. Malgré son rôle central dans la répression, le groupe 530 échappe largement à la justice, à l’image de la GFP dans son ensemble.

### Gruppe Geheime Feldpolizei 540
Le Gruppe Geheime Feldpolizei 540 est formé le 2 août 1939, à Dresde, dans le Wehrkreis IV.
En 1939 il est attaché à la 8e armée lors de la campagne de Pologne puis il est mis à la disposition du délégué du Militärbefehlshaber in Frankreich pour Laon puis à l'Oberbefehlshaber West.

### Gruppe Geheime Feldpolizei 550
Le Gruppe Geheime Feldpolizei 550 est formé le 24 août 1939, à Stuttgart, dans le Wehrkreis V.
En 1939 il est rattaché à la 7e armée dans l'Ouest et mis à la disposition du délégué du Militärbefehlshaber in Frankreich pour Paris en 1941 et 1942.
Le 15 novembre 1942 il est transféré au SD et dissous.

### Gruppe Geheime Feldpolizei 560
Le Gruppe Geheime Feldpolizei 560 est formé le 24 août 1939, à Münster, dans le Wehrkreis VI.
En 1939 il est rattaché à la 5e armée dans l'Ouest puis en 1940-1941 à la 6e armée en poste à Dinard.
Lors de l'opération Barbarossa, toujours affecté à la 5e armée, il sévit de 1941 à 1943 dans les alentours de Kharkov.
En 1944-1945, affecté à la 19e armée, on retrouve le groupe dans le Sud de la France puis dans le Haut-Rhin.

### Gruppe Geheime Feldpolizei 570
Le Gruppe Geheime Feldpolizei 570 est formé en mars 1938, pour participer à l'annexion d'Autriche.
En avril 1939 le groupe est dissous puis recréé le 26 août 1939 à Nuremberg, dans le Wehrkreis XI.
Il est rattaché à la 4e armée lors de la campagne de Pologne puis toujours dans la 4e armée dans l'Ouest de 1940 à 1941.
À partir de l'été 1941, toujours affecté à la 4e armée, il sévit avec l'Ost-Kompanie 612, en Russie centrale (Rußland-Mitte) de 1941 à 1943.
On le retrouve en 1945, en province de Prusse-Orientale.

### Gruppe Geheime Feldpolizei 580
Le Gruppe Geheime Feldpolizei 580 est formé le 15 août 1939 dans le Wehrkreis IV.
Lors de la campagne de Pologne il est rattaché au Groupe d'armées Nord puis lors de la campagne de France et mis à la disposition du Militärbefehlshaber in Belgien/Nordfrankreich. À la fin de l'année 1940, il a la 9e armée, en poste à Rouen.
À partir de l'été 1941, toujours affecté à la 9e armée, il sévit en Russie centrale (Rußland-Mitte).
On le retrouve en 1945, sur la Vistule.

### Gruppe Geheime Feldpolizei 590
Le Gruppe Geheime Feldpolizei 590 est formé le 25 août 1939 à Cassel dans le Wehrkreis IX.
En il est rattaché à la 1re armée lors de la drôle de guerre et de la campagne de France et mis en poste à Nancy.
On le retrouve en 1945, toujours sur le front Ouest.

### Gruppe Geheime Feldpolizei 603
Le Gruppe Geheime Feldpolizei 603 est formé le 26 août 1939 à Berlin-Wilmersdorf.
Lors de la campagne de Pologne, il est en poste à Cracovie puis rejoint en octobre 1939 le Wehrkreis VI.
En mai 1940, il est aux Pays-Bas puis à partir du 16 juin 1940 il est mis à la disposition du délégué du Militärbefehlshaber in Frankreich pour Paris et lors de la réorganisation de 1942, il est intégré au Sipo-SD.

### Gruppe Geheime Feldpolizei 610
Le Gruppe Geheime Feldpolizei 610 est formé le 26 août 1939 dans le Wehrkreis X.
On ne connait pas son utilisation ni son affectation entre 1939 et 1941.
En avril 1941, il est mis à la disposition du délégué du Militärbefehlshaber in Frankreich pour Paris jusque fin 1942 où il rejoint le Befehlshaber Heeresgebiet A dans le Sud de la Russie.
En 1944, affecté auprès de la 14e armée, il est en Italie.

### Gruppe Geheime Feldpolizei 611
Le Gruppe Geheime Feldpolizei 611 est formé le 26 août 1939 dans le Wehrkreis XI.
On ne connait pas son utilisation ni son affectation entre sa date de création et le mois de juin 1940.
Le service s'installe à partir de juin 1940, à Lille dans le Nord de la France, sous l'autorité du MBB (Militärbefehlshaber in Belgien und Nordfrankreich) à Bruxelles. Le groupe 611 aura la charge de la région Nord-Pas-de-Calais dans les premiers mois de l'occupation et ce jusqu'au mois d'avril 1941.
D'avril 1941, il est affecté auprès de la 12e armée dans les Balkans jusqu'en 1943
Après avoir œuvré en Croatie, il est rattaché en 1945 au groupe d'armées E qui combat dans les Balkans.
- Gruppe Geheime Feldpolizei 612
- Gruppe Geheime Feldpolizei 621
- Gruppe Geheime Feldpolizei 625
- Gruppe Geheime Feldpolizei 626
- Gruppe Geheime Feldpolizei 627
- Gruppe Geheime Feldpolizei 628
- Gruppe Geheime Feldpolizei 631
- Gruppe Geheime Feldpolizei 632
- Gruppe Geheime Feldpolizei 633
- Gruppe Geheime Feldpolizei 637
- Gruppe Geheime Feldpolizei 639
- Gruppe Geheime Feldpolizei 640
- Gruppe Geheime Feldpolizei 644
- Gruppe Geheime Feldpolizei 647
- Gruppe Geheime Feldpolizei 648
- Gruppe Geheime Feldpolizei 649
- Gruppe Geheime Feldpolizei 701
- Gruppe Geheime Feldpolizei 702
- Gruppe Geheime Feldpolizei 703
- Gruppe Geheime Feldpolizei 704
- Gruppe Geheime Feldpolizei 705
- Gruppe Geheime Feldpolizei 706
- Gruppe Geheime Feldpolizei 707
- Gruppe Geheime Feldpolizei 708
- Gruppe Geheime Feldpolizei 709
- Gruppe Geheime Feldpolizei 710
- Gruppe Geheime Feldpolizei 711
- Gruppe Geheime Feldpolizei 712
- Gruppe Geheime Feldpolizei 713
- Gruppe Geheime Feldpolizei 714
- Gruppe Geheime Feldpolizei 715
- Gruppe Geheime Feldpolizei 716
- Gruppe Geheime Feldpolizei 717
- Gruppe Geheime Feldpolizei 718
- Gruppe Geheime Feldpolizei 719
- Gruppe Geheime Feldpolizei 720
- Gruppe Geheime Feldpolizei 721
- Gruppe Geheime Feldpolizei 722
- Gruppe Geheime Feldpolizei 723
- Gruppe Geheime Feldpolizei 724
- Gruppe Geheime Feldpolizei 725
- Gruppe Geheime Feldpolizei 726
- Gruppe Geheime Feldpolizei 727
- Gruppe Geheime Feldpolizei 728
- Gruppe Geheime Feldpolizei 729
- Gruppe Geheime Feldpolizei 730
- Gruppe Geheime Feldpolizei 731
- Gruppe Geheime Feldpolizei 732
- Gruppe Geheime Feldpolizei 733
- Gruppe Geheime Feldpolizei 734
- Gruppe Geheime Feldpolizei 735
- Gruppe Geheime Feldpolizei 736
- Gruppe Geheime Feldpolizei 737
- Gruppe Geheime Feldpolizei 738
- Gruppe Geheime Feldpolizei 739
- Gruppe Geheime Feldpolizei 740
- Gruppe Geheime Feldpolizei 741
- Gruppe Geheime Feldpolizei 742
- Gruppe Geheime Feldpolizei 743
- Gruppe Geheime Feldpolizei 744
- Gruppe Geheime Feldpolizei 745
- Gruppe Geheime Feldpolizei 751